# William Wallace (komponist)
 Der er flere personer med dette navn, se William Wallace (flertydig).
William Wallace (født 3. juli 1860 i Greenock, Skotland - død 16. december 1940 i Malmesbury, England) var en skotsk komponist, lærer, forfatter og kunstmaler.
Wallace var en bemærkelsesværdig romantisk/klassisk komponist. Han studerede først oftalmologi på Universitetet i Glasgow, Wien og i Paris, men studerede herefter komposition på Det Kongelige Musikkonservatorium i London, hvor han senere også blev lærer i komposition. Wallace har skrevet en symfoni, 6 symfoniske digtninge, orkesterværker, suiter, overture etc. Han var også forfatter af litterære værker og kunstmaler. Wallace hører til de vigtige romantiske komponister fra Skotland.

## Udvalgte værker
- "Skabelses Symfoni" (i C-mol) (1899) - for orkester
- Beatrice´s død (1892) (symfonisk digtning nr. 1) - for orkester
- Amboss eller Hammer (1896) (symfonisk digtning nr. 2) (tabt) - for orkester
- Søster Helen (1899) (symfonisk digtning nr. 3) - for orkester
- Velkomst til det nye århundrede (1900-1901) (symfonisk digtning nr. 4) - for orkester
- William Wallace AD 1305–1905 (1905) (symfonisk digtning nr. 5) - for orkester
- Landsby (1909) (symfonisk digtning nr. 6) - for orkester
- En skotsk fantasi (1891) - for orkester